# مال فلاندرز (فیلم ۱۹۹۶)
مال فلاندرز (انگلیسی: Moll Flanders) فیلمی در ژانر رمانتیک و درام است که در سال ۱۹۹۶ منتشر شد.

## بازیگران
- رابین رایت
- مورگان فریمن
- استاکرد چنینگ
- برندا فریکر
- جرالدین جیمز
- جرمی برت
- جیم شریدان